# موم

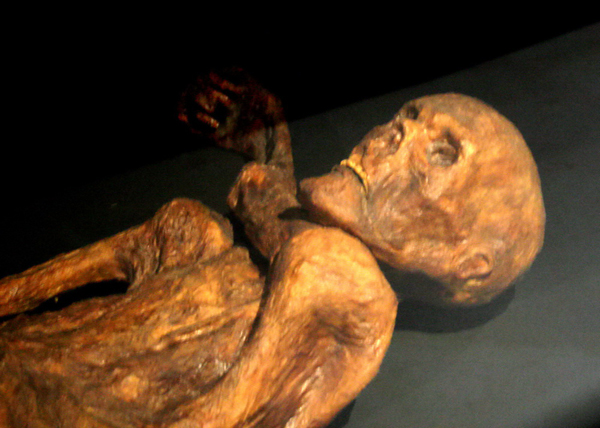

موم المعروف أيضًا باسم  شمع الجثث، أو  شمع القبر أو  الشمع الجنائزي (بالإنجليزية: Adipocere)‏، وهو مادة عضوية تشبه الشمع تكونت بواسطة التحلل البكتيري اللاهوائي للدهون في الأنسجة، مثل دهون الجسم في  الجثث. في تشكيله، يتم استبدال التعفن بواسطة قالب صلب دائم من الأنسجة الدهنية والأعضاء الداخلية والوجه.

## التاريخ
تم وصف الموم لأول مرة من قبل السير توماس براون في حديثه Hydriotaphia،Urn Burial (1658).
| موم | بقيت جثة لفترة عشر سنوات مدفونة في ساحة الكنيسة، التقينا بتراكم سميك، حيث تجلت نترات الصوديوم الأرض والملح والخمور السامة في الجسم في كتل كبيرة من الدهون، تشبه الصابون القاسي. | موم |

أصبحت العملية الكيميائية للتكوين الدهني، التصبغ، مفهومة في القرن السابع عشر عندما أصبحت المجاهر متاحة على نطاق واسع.
في عام 1825، اعتقد الطبيب والمحاضر أوجستسجرانفيل (عن غير قصد) بصنع شموع من مادة مومياء واستخدمها لإلقاء الضوء على المحاضرة العامة التي ألقاها للإبلاغ عن تشريح المومياء. ظن جرانفيل على ما يبدو أن المادة الشمعية التي صنع منها الشموع قد استخدمت للحفاظ على المومياء، بدلاً من كونها ناتج تصبغ للجسم المحنط.
يتم عرض جثة "سيدة الصابون"، التي تحولت جثتها إلى موم، في متحف Mütter في فيلادلفيا، بنسلفانيا.
من المحتمل أن تكون أشهر حالات الشحوم المعروفة هي حالة إخوان هيجنز في اسكتلندا، الذين قُتلوا على يد والدهم في عام 1911 ولكن لم يتم العثور على جثثهم حتى عام 1913. وقد تركت الجثث تطفو في محجر غمرته المياه، مما أدى إلى تحول شبه كامل إلى مادة شحمية. تمكن علماء الأمراض سيدني سميث والبروفيسور ليتل جون من العثور على أكثر من أدلة كافية من الرفات المحفوظة للشرطة للتعرف على الضحايا وتوجيه الاتهام إلى القاتل الذي تم شنقه. في الوقت نفسه، أخذ علماء الأمراض سرا بعض البقايا إلى جامعة أدنبرة لإجراء مزيد من الدراسة؛ بعد ما يقرب من قرن من الزمان، طلب أحد الأقارب إعادة تلك الرفات حتى يمكن منحهم دفنًا مسيحيًا. وافقت الجامعة على القيام بذلك إذا استطاعت المدعية إثبات علاقتها بالأولاد وإذا وافق أقارب آخرون على رغبتها.

## المظهر الخارجي
هي عبارة عن مادة متفتته، شمعية، غير قابلة للذوبان في الماء تتكون في الغالب من الأحماض الدهنية المشبعة. بناءً على ما إذا كان قد تم تشكيله من دهون الجسم البيضاء أو البنية، فإن الشحوم تكون إما بيضاء رمادية أو بلون برونزي.
في الجثث، يسمح قالب الموم الثابت ببعض التقدير لشكل الجسم وملامح الوجه، وغالبًا ما يتم الحفاظ على الإصابات جيدًا.

## التشكيل
يتم تشكيل الموم بواسطة التحلل البكتيري اللاهوائي للدهون في الأنسجة. يحدث تحويل الدهون إلى دهون أفضل في بيئة بها مستويات عالية من الرطوبة وغياب الأكسجين، كما هو الحال في التربة الرطبة أو الطين في قاع البحيرة أو النعش المحكم، ويمكن أن يحدث مع كل من الجثث المحنطة والجثث الغير معالجة.
يبدأ التكوين الدهني في غضون شهر من الموت، وفي حالة عدم وجود الهواء، يمكن أن يستمر لعدة لقرون. حافظت التكوينات الدهنية على نصف الكرة الأيسر من عقل رضيع من القرن الثالث عشر، بحيث يمكن تمييز الأَتْلاَمُ المخيخية وتَلاَفيفُ المُخّ وحتى أجسام نيسل في القشرة الحركية في القرن العشرين. من غير المرجح أن تشكل هيئة مكشوفة أو موبوءة بالحشرات أو جسم في بيئة دافئة رواسب من الشحوم.
جثث النساء والرضع والأشخاص الذين يعانون من زيادة الوزن عرضة بشكل خاص للتحول الشحمي لأنها تحتوي على المزيد من الدهون في الجسم. في علم الطب الشرعي، تكون فائدة تكوين الشحوم لتقدير وقت الوفاة محدودة لأن سرعة العملية تعتمد على درجة الحرارة. يتم تسريعها بسبب الدفء، لكن درجات الحرارة القصوى تعوقه.